# South Pole (Unternehmen)
South Pole ist ein Schweizer Beratungsunternehmen für die Finanzierung von Klimaschutzprojekten, das 2006 in Zürich gegründet wurde. Das Geschäft von South Pole umfasst Projekt- und Technologiefinanzierung, Daten und Beratung zu Nachhaltigkeitsrisiken und -chancen sowie die Entwicklung von Umweltgütern wie Emissionsgutschriften und erneuerbaren Energien. Das Unternehmen verfügt über 42 Niederlassungen in Europa, Afrika, Asien, Nord- und Südamerika und Ozeanien.

## Geschichte
South Pole wurde 2006 von Absolventen der ETH Zürich gegründet, darunter Patrick Bürgi, Thomas Camerata, Renat Heuberger, Ingo Puhl und Christoph Sutter, sowie von Christoph Grobbel, Marco Hirsbrunner und Christian Dannecker als gleichberechtigte Partner. Das Unternehmen wurde ursprünglich als Spin-off der ETH Zürich unter dem Namen "myclimate" gegründet.
Nach dem Erfolg von myclimate beschlossen die Gründer, den Klimawandel als Geschäftsmöglichkeit zu positionieren, und "South Pole Carbon" war geboren. Im Jahr 2015 wurde das Unternehmen in "South Pole Group" umbenannt, im Januar 2018 dann in "South Pole".
Im Jahr 2012 erwarb South Pole einen grossen Anteil an dem australischen Entwickler von Carbon-Farming-Projekten und Kompensationshändler Climate Friendly in Sydney. Im Jahr 2017 erwarb das Unternehmen die nationale und internationale Klimaschutz- und Erneuerbare-Energien-Abteilung von Climate Friendly vollständig, die zu diesem Zeitpunkt eine Tochtergesellschaft im Mehrheitsbesitz von South Pole war. Im Jahr 2019 verkaufte South Pole seine Mehrheitsbeteiligung an Climate Friendly zurück an das Managementteam der australischen Tochtergesellschaft.
Im Jahr 2021 erwarb Lightrock, ein globaler Impact-Investor, hinter dem die LGT und das Fürstenhaus von Liechtenstein stehen, einen Anteil von 10 % an South Pole. Die Investition soll sich auf über 20 Millionen Euro belaufen. Ebenfalls im Jahr 2021 erwarb South Pole das in Belgien ansässige Klimaberatungsunternehmen CO2logic, um sein Angebot in Belgien und Frankreich zu erweitern. Im Jahr 2022 folgte die Übernahme des italienischen Unternehmens Carbonsink, das über Büros in Mailand, Florenz und Maputo verfügt.
Bis 2019 hat South Pole nach eigenen Angaben über 170 Millionen Tonnen CO2 reduziert oder entfernt.

## Projekte
South Pole hat mehr als 1000 Projekte in über 50 Ländern entwickelt, darunter Wiederaufforstung und Waldschutz, erneuerbare Energien, Wiederherstellung von Lebensräumen, saubere Kochherde und andere Projekttypen.

## Namhafte Kunden und Partnerschaften
South Pole hat Dienstleistungen oder Kompensationen für grosse Unternehmen erbracht, darunter Nestlé, Gucci, EY, Hilton, und der ALDO Group.

## Auszeichnungen
South Pole war regelmässiger Gewinner einer Reihe von  Environmental Finance's Annual Voluntary Carbon Market Rankings, darunter vier Auszeichnungen in den Jahren 2018 und 2019, eine Auszeichnung im Jahr 2020 und drei Auszeichnungen im Jahr 2021, darunter als bester Projektentwickler in der neuen Kategorie Blue Carbon.

## Kritik
Im Jahr 2023 erscheint die Integrität des Hauptprojekts von South Pole in Simbabwe Kariba, höchst fragwürdig, wie auch die Kritik des Verified Carbon Standard zeigt. Ende Oktober stieg South Pole aus dem Kariba-Projekt aus. Die Organisation Verra, die das Projekt zertifiziert hatte, leitete eine Untersuchung ein.
Im November 2023 trat der bisherige Chef, Renat Heuberger, mit sofortiger Wirkung von der Leitung der Firma zurück. Heuberger wird jedoch weiterhin als Berater der interimistischen und zukünftigen Geschäftsleitung tätig sein. Christoph Grobbel, ein weiterer Mitgründer, werde sich auf die Funktion als Präsident des Verwaltungsrates konzentrieren. Für den Übergang übernimmt John Davis, der bisherige kommerzielle Leiter der Region Asien-Pazifik, die Gesamtleitung der Firma. Auch Europa-Chef Bastien Girod gab im November 2023 den Rücktritt bekannt.